# Marcel Francisci
Pour les articles homonymes, voir Francisci.
Marcel Francisci, né le 30 novembre 1919 à Ciamannacce (Corse) et mort le 15 janvier 1982 à Paris, est un homme d'affaires et un homme politique français. Ses activités professionnelles l'ont fait surnommer « l'Empereur des jeux ». Selon certaines sources, il est soupçonné d'avoir eu des liens avec le grand banditisme. 
Il est conseiller général de la Corse-du-Sud (UDR) et adhérent présumé au Service d'action civique (SAC), le service d'ordre gaulliste. Il a quatre frères :  Jean, Xavier, Antoine et Roland Francisci. Son neveu Marcel Francisci est maire de Ciamannacce et président de la fédération UMP devenue Les Républicains de Corse-du-Sud de 2003 à 2019.
À partir de 1971, il est mis en cause à plusieurs reprises par les autorités américaines et certains journalistes français pour son rôle supposé dans le trafic d'héroïne à destination des États-Unis.
Il est assassiné de plusieurs balles d'une arme de poing dans le parking de son immeuble, rue de la Faisanderie à Paris, le 15 janvier 1982.

## Biographie
Marcel Francisci est né le 30 novembre 1919 à Ciamannacce en Corse. Durant la Seconde Guerre mondiale, il s'engage en juillet 1939 et se retrouve prisonnier en juin 1940. Il s'évade et rentre en Corse. En 1942, il débarque en Afrique du Nord avec les alliés. Il quitte l'armée le 19 septembre 1945. Il obtient la médaille militaire, la croix de guerre, la médaille des évadés, la croix du combattant volontaire de la Résistance.

### Homme d'affaires
Il crée, en 1946 à Tanger une société d'import-export que favorise le statut spécial de la ville. Elle fonctionnera jusqu'en 1953. Ses activités sont parfois jugées peu claires et certaines informations font état de son implication dans le trafic des piastres et la contrebande de cigarettes. Il aurait entretenu des liens avec Jo Renucci, issu de la même région de Corse. Il est mis en cause dans l'affaire du Combinatie, dont certains des protagonistes figurent parmi ses relations, mais obtient un non lieu.
En 1956, il crée la S.A.R.L. Hygrotechnique pour l'étude d'économiseurs d'essence. Il est devenu entre-temps gérant de la société Baryfluor. En 1959, il oriente ses activités vers le domaine des jeux. Il prend le contrôle du casino de Maameltein au Liban en 1961. Il prend des participations dans des casinos espagnols, dans le River-Club, cercle de jeu londonien, au Palais de la Méditerranée de Nice, aux casinos d'Hendaye et de Namur. Il entre au Cercle de l'industrie et du commerce à Paris et contrôle l'Aviation-Club. En novembre 1966, il achète à Lucien Barrière le Cercle Haussmann à Paris. Il en est le directeur des jeux jusqu'à sa mort en 1982. Les croupiers de ses casinos sont des Corses issus de son canton.

### Implication supposée dans divers conflits entre malfaiteurs
Durant les années 1960, Francisci est soupçonné d'être impliqué dans plusieurs guerres des gangs. La première guerre présumée l'oppose à partir de 1963, à Jean-Baptiste Andréani, patron du Grand Cercle, pour le contrôle des cercles de jeux parisiens. En août 1963, ce dernier est grièvement blessé de plusieurs balles en sortant de son cercle de jeux. L'année suivante, le Grand Cercle fait l'objet d'un vol à main armée pour 180 000 francs. Plusieurs agressions et meurtres sont commis, les victimes étant tantôt des amis ou des employés de Marcel Francisci, tantôt des amis ou des employés de Jean-Baptiste Andréani. Selon James Sarazin, un armistice survient entre les deux camps fin novembre 1969 sous l'égide de Jean Bozzi. 
La deuxième guerre présumée se déroule entre 1965 et 1967. Elle pourrait être liée à l'assassinat à Marseille de l'ancien commissaire Robert Blémant, ami de Francisci, le 4 mai 1965, à l'initiative d'Antoine Guérini, ami de Jean-Baptiste Andréani. Les hommes du clan Guérini soupçonnés d'avoir abattu Blémant sont assassinés l'un après l'autre. Le 23 juin 1967, Antoine Guérini est assassiné de onze balles par deux motards à une station service de Marseille. Son frère Barthélémy "Mémé" est arrêté peu après et condamné à vingt ans de prison pour complicité du meurtre d'un jeune cambrioleur venu lui restituer des bijoux volés. Le clan des Guérini est éliminé.
Marcel Francisci est lui-même visé par plusieurs attentats. Dans la nuit du 14 au 15 décembre 1967, un attentat est commis à son domicile de Bougival. L'engin est déposé devant le portail de la villa. La déflagration se produit avant que les deux hommes qui déposaient la charge aient eu le temps de se retirer. Ils sont tués sur le coup, déchiquetés par l'explosion. Il s'agit de deux Corses connus des services de police comme voleur et proxénète; selon Marie-Christine Guérini, ils font partie de l'équipe de son oncle Antoine. Le 21 juin 1968, à Ajaccio, alors qu'il sort avec ses frères Roland et Xavier d'une réunion électorale du candidat gaulliste aux législatives, Jean Bozzi, il est visé par plusieurs coups de feu, sans être touché. Cet attentat fait un mort et six blessés. Les véhicules des tireurs sont identifiés : ils ont été acquis peu auparavant par des proches de Jean-Baptiste Andréani. Le 3 octobre, deux de ces hommes  sont enlevés dans un bar parisien et abattus par des malfaiteurs se faisant passer pour des policiers,. Le coordinateur de la fusillade a été enlevé et assassiné quelques jours auparavant. Selon James Sarazin et le commissaire Roger Le Taillanter, les frères Zemour sont intervenus aux côtés de Marcel Francisci dans ce conflit.
Le 25 octobre, la police lance des perquisitions dans les cercles de jeux parisiens. Des armes et des cartouches sont découvertes. Le Ministre de l'Intérieur Raymond Marcellin fait aussitôt interdire l'accès aux salles de jeux à Andréani et Francisci. Ces interdictions seront levées un an plus tard, après que de supposées négociations aient permis de mettre fin au conflit présumé entre les deux groupes.

### Implication supposée dans le trafic d'héroïne
En mai 1971, le nom de Marcel Francisci est mentionné dans le rapport de deux parlementaires américains Morgan F. Murphy et Robert H. Steele sur le problème de l'héroïne. Le rapport de la Commission des Affaires Étrangères de la Chambre des Représentants, est explicite : « Over the past 10 years every narcotics case in Marseilles has involved one or more of four Corsican families : the Venturi brothers (...), Marcel Francisci, Antoine Guerini and Joseph Orsini ». 
Cette implication présumée est reprise aux États-Unis et en France par différents auteurs et journalistes. Marcel Francisci dépose plusieurs plaintes en diffamation. Le magazine Time est reconnu coupable par le tribunal de Paris; cependant il n'est pas condamné, au bénéfice de la « bonne foi ». Par surcroît Francisci doit indemniser Time pour « procédure abusive ». L'hebdomadaire Politique Hebdo, qui l'avait nommé « le parrain français », n'est pas condamné. De même que James Sarazin, l'auteur du livre M... comme Milieu, où Marcel Francisci est abondamment cité. Le quotidien américain de Long Island Newsday qui, sur toute sa une l'avait baptisé « Mr Heroin », ne semble pas avoir fait l'objet de poursuites judiciaires. Francisci abandonnera les poursuites qu'il avait engagées contre Le Monde, L'Humanité, L'Express et Historia, pour des articles où il était également mis en cause.
En 1973, l'hebdomadaire Le Point lui propose de réagir aux accusations de la Chambre des Représentants reprises par Time. Francisci se défend : « Que voulez-vous faire contre la rumeur ? Des sénateurs américains, qui ont enquêté sur la drogue vingt-quatre heures à Paris et quarante-huit heures à Marseille, m'accusent. Ce n'est pas sérieux ».
Lors du procès contre le magazine Time, deux policiers français de haut rang sont cités. Lucien Aimé-Blanc, adjoint de François Le Mouël à l'Office central pour la répression du trafic Illicite de stupéfiants précise : « A l'heure actuelle nous n'avons aucun élément qui nous permette d'affirmer que M. Marcel Francisci fait le trafic d'héroïne (...) Il ne suffit pas de recueillir des noms, il faut accumuler des preuves ». Il refuse cependant d'apporter un témoignage de moralité à M. Francisci : il rappelle son « passé » et comment « quatre truands » qui s'étaient attaqués au conseiller général de la Corse ont péri ensuite de mort violente.
L'historien Alexandre Marchant explique que « les dossiers d’affaires des archives du BNDD dans les années 1960 (...) identifient nommément quatre organisations : celle de Dominique Venturi et de Marcel Francisci, visiblement derrière l’affaire Angelvin et de loin la plus importante, celle de Charles Marigniani, (...) celle de Joseph Patrizzi et Paul Mondoloni, et enfin celle des frères Aranci qui fut entièrement démantelée au début des années 1960 ».
Cependant l'hypothèse a été émise par certains policiers que les services américains, qui cherchaient à embarrasser le président Pompidou, auraient volontairement confondu le directeur du Cercle Haussmann avec un trafiquant notoire, Bonaventure Francisci dit Bonaventure "Rock" Francisci, un pilote d'avion connu pour faire du cabotage dans le " Triangle d'or " asiatique de la drogue.
Quoi qu'il en soit, Marcel Francisci n'est jugé et condamné que pour trois délits mineurs : un défaut de port d'armes à Marseille en 1946, un autre en 1948 et une bagarre sur le champ de courses d'Auteuil en 1951 ayant entrainé une condamnation par défaut à huit jours de prison avec sursis.

### Carrière politique
En 1967, membre de l'UD-Ve République puis UDR (gaulliste), il est élu pour la première fois conseiller général du canton de Zicavo en Corse-du-Sud. Il sera réélu sans interruption jusqu'à sa mort. Il est conseiller régional de 1974 à 1976 et maire de Ciamannacce à partir de 1978. Il est jusqu'à sa mort deuxième vice-président du conseil général de la Corse-du-Sud.

### Assassinat
Il est assassiné de trois balles de pistolet automatique 11,43 dans le parking de l'immeuble où il résidait, rue de la Faisanderie à Paris, le 15 janvier 1982,. Les auteurs et commanditaires de cet assassinat n'ont pas été identifiés.
Différentes hypothèses sont émises. L'assassinat pourrait être lié à la « guerre des jeux » qui opposa à partir de 1962 Marcel Francisci à Jean-Baptiste Andréani pour le contrôle du Grand Cercle. D'autres rumeurs mentionnent un conflit avec Gaétan Zampa, lié possiblement au fait que l'un de ses frères possède une boîte de nuit à Marseille, fief de Zampa. Certains évoquent un contentieux lié à un trafic de drogue. Une opposition avec les Zemour est également mentionnée. Aucune de ces pistes ne donnera de résultat.

## Sources
- James Sarazin, Dossier M... comme milieu, Paris, Alain Moreau, coll. « Dossiers poche », 1977, 413 p.
- Jacques Follorou, Le retour de la mafia corse, dans Le Monde, 22 mai 2006
- (en) The politics of heroin in southeast Asia, by Alfred W. McCoy. The Washington Monthly Company, 1972  (ISBN 0061319422)
- Une Histoire du Milieu, de Jérôme Pierrat (Denoël, 2003)
- Les Parrains corses, de Jacques Follorou et Vincent Nouzille (Fayard, 2004)
- "Dossier D… comme Drogue" Alain Jaubert Éditions Alain Moreau 1973